# 垂秀夫
垂秀夫（日语：／，1961年5月23日—）是日本外交官。曾任日本駐中國大使、外務省大臣官房、外務省大臣官房長。
垂秀夫是日本外交官当中的中国通，其职业生涯长期从事与中国相关的工作。垂秀夫与中国反对派人士也有交往，任职期间常常发表批评中国政府的言论，被称为“中国政府最为防范的外交官”。
從外務省退休後，現職攝影師及立命館大學擔任研究兩岸關係的教授。

## 生平
1961年出生于日本大阪府，1985年3月毕业于京都大学法学部，之后进入日本外务省研修汉语，1986年赴中国南京大学進修、1988年再赴美国加州大学圣地亚哥分校進修。1989年首次来到中国在日本驻华大使馆担任二等秘书官，1995年升迁至一等秘书，1999年被任命为日本驻香港总领事馆领事（政务部长），2001年担任日本交流协会台北事务所总务部长。2003年至2011年一直在外务省亚洲大洋洲局任职，2013年11月被任命为外務省大臣官房，2019年7月2日担任外務省大臣官房长。
2006年，在外务省任职的垂秀夫提出了“战略互惠关系”一词，被用作中日关系的官方定位。
興趣是拍攝風景照，曾獲得「寫真之日」記念写真展2015・環境大臣賞等獎項。2018年在台灣總統府舉行個展，時任副總統陳建仁曾前往參觀。

## 驻华大使
2020年7月15日接替横井裕，担任新一届日本驻华大使。同年11月26日到达北京就任，因为2019冠状病毒病疫情需要隔离两个星期。在就职记者会见上，垂秀夫说：“会在应当坚持的问题上坚持主张，在可以合作的地方积极合作，根据事情本身判断，与中国构筑建设性的关系。”
2021年3月16日，日美2+2会谈在东京发表共同声明，提及香港和台湾问题，谴责中国在东海、南海试图单方面改变现状。3月18日，中共天津市委书记李鸿忠在会见垂秀夫时，对上述声明表示“非常遗憾”。对此，垂秀夫称“刚才李书记的发言是完全不可接受的”。
2021年4月14日，国家主席习近平正式接受垂秀夫递交的国书。
2021年12月1日，日本前首相安倍晋三提出“日本有事就是台湾有事”。同日晚，中华人民共和国外交部部长助理华春莹紧急约见垂秀夫，就安倍晋三的言论提出“严正交涉”。垂秀夫则当场反驳，称日本政府没有义务对已经离职的人士的发言做出解释，中方应该理解日本国内对台湾问题有各种看法，无法接受中方单方面的主张。这一内容在日本驻华大使馆网站上公开发表，垂秀夫说这是因为中国官媒从来不会公布日方的发言。
2022年9月29日，在钓鱼台国宾馆举行的纪念日中邦交正常化50周年招待会上，垂秀夫发言说：“最近的日中关系往往陷入恶性循环，人员往来单方面进行，或受到限制，总之相互理解不够充分，致使无法培育相互信赖。在这一点，可以说，我们正处在邦交正常化以来最不够理想的状况。”
2023年5月21日，中华人民共和国外交部副部长孙卫东召见垂秀夫，就七国集团峰会声明中关于中国的内容提出交涉，指责其批评内政。垂秀夫回应：“只要中国不改变自己的行为，那么七国集团表达共同的关切就是当然的，今后也会继续。”
2023年8月22日，孙卫东再次召见垂秀夫，就日本政府决定排放福岛核废水入海表达反对，称日本的行为完全是自私自利，极其不负责。对此垂秀夫反驳称，中方不应该使用“核污染水”的称呼，而应该称“ALPS处理水”；无法接受中方没有科学依据的主张和举措。垂秀夫还指出，世界上其他国家和地区都放松了对日本产食品的检疫措施，只有中国还在逆潮流而动。
2023年11月28日，垂秀夫探视了同年3月因涉嫌间谍活动被逮捕的安斯泰来制药日籍员工，这是日本驻华大使首次探视被捕的日本人。
2023年12月6日离任日本驻华大使一职，由金杉宪治接任。
2023年12月19日，提早辭職退休。

## 退休后
退休之后，垂秀夫在经常在报刊上发表文章、接受采访，谈自己担任驻华大使期间的经历以及对中国的看法。垂秀夫认为：习近平高度集权，让全党全军一致对他服从；习近平上台之后，把国家安全放在首位，这种做法与中国的经济发展相违背。
2024年，垂秀夫受聘立命馆大学教授、庆应义塾大学综合政策学部特别招聘教授、北海道大学客座教授。
2024年5月9日，垂秀夫在台北总统府接受中华民国总统蔡英文颁授的大绶景星勋章。蔡英文表示，垂秀夫大使是台湾多年的好朋友，更是深化台日关系的重要推手。垂秀夫说，台湾和日本心手相连。经过今天的授勋仪式，他对台湾的认同感又更加强化。对此，中华人民共和国外交部发言人林剑评论垂秀夫“在退休后经常发表不负责任的言论，做出有违职业道德和操守的事，违背日本政府坚持一个中国原则的承诺。”

## 著作
- 《“语言”承载的信息》（「言の葉」にのせたメッセージ），日本侨报社，2024年。ISBN 4-86185-345-1
- 《日中外交秘录 驻华大使垂秀夫的斗争》（日中外交秘録　垂秀夫駐中国大使の闘い），文艺春秋，2025年。 ISBN 4-16-391987-2
  - 整理：城山英巳（前時事通信社記者）

## 榮譽
- 北极星勋章（蒙古国，2020年）

- 大绶景星勋章（中华民国，2024年5月9日於台北总统府颁授[23]）